# 横戸村
横戸村（よこどむら）は、かつて新潟県西蒲原郡にあった村。1901年11月1日の合併によって消滅し、現在は新潟市西蒲区の一部となっている。
以下の記述は合併直前当時の旧横戸村に関しての記述であり、現在では名称等が異なる場合がある。なお、ここに記述されていない内容に関しては新潟市などの記事を参照。

## 沿革
- 1889年（明治22年）4月1日 - 町村制施行に伴い西蒲原郡横戸村、横戸村受、遠藤村、水沢新田村が合併し、横戸村が発足。
- 1901年（明治34年）11月1日 - 西蒲原郡井随村、島方村、五之上村と合併し、四ツ合村となり消滅。

## 地域
横戸村は、合併した村名を継承する以下の大字で構成される。
横戸（よこど）
1889年（明治22年）まであった横戸村の区域。現在の新潟市西蒲区横戸。
遠藤（えんどう）
1889年（明治22年）まであった遠藤村の区域。現在の新潟市西蒲区遠藤。